# Estanh Redon
Estanh Redon (occitanska: Lac Redon) är en sjö i Katalonien.   Den ligger i provinsen Província de Lleida. Estanh Redon ligger 2 244 meter över havet. Arean är 0,23 kvadratkilometer.  Trakten runt Estanh Redon består i huvudsak av gräsmarker. Den sträcker sig 0,5 kilometer i nord-sydlig riktning, och 0,7 kilometer i öst-västlig riktning.